# Julio Velasco
Julio Velasco (La Plata, 9 de fevereiro de 1952) é um treinador e ex-voleibolista ítalo-argentino.

## Carreira
Dirigiu as seleções de Espanha, a Argentina, o Irã e a Itália.
Julio Velasco comandou a seleção argentina de voleibol masculino. Em 2016, representou seu país nos Jogos Olímpicos de Verão no Rio de Janeiro, que ficou em quinto lugar, e em 2024 comandou a seleção italiana feminina que ganhou a VNL e ganhou a medalha de ouro nos jogos Olímpicos de Verão em Paris.